# 徳川治
徳川 治（とくがわ おさむ、1896年（明治29年）10月29日 - 1913年（大正2年）3月1日）は、紀州徳川家第15代当主・徳川頼倫の三男。徳川頼貞の弟。

## 生涯
1896年（明治29年）10月29日、徳川頼倫と久子の三男として東京府東京市麻布区飯倉町六丁目14番地（現・東京都港区麻布台一丁目）で生まれる。次兄の宣方が夭折していたため、長兄の頼貞に唯一の弟として可愛がられた。
学習院入学後、頼貞と共に中島力造宅に寄宿していたが、家職一同がこれに反対し、母の久子も好ましく思っていなかったため、中島宅から麻布我善坊町（現・麻布台一丁目）の新邸に移った。その際、慶應義塾の玉井房之輔が同居して監督することになったが、兄弟は玉井に反発して不平不満を挙げるなど、家職の鎌田栄吉や上田貞次郎らを困らせたという。
1913年（大正2年）2月27日、学習院の馬場で乗馬の練習中、頭上を低空飛行していた陸軍飛行機の発動機の爆音に驚いた馬に振り落とされて頭部を強打し、一時は絶息した。その後蘇生して意識も回復し、順調に推移しているかのように見えたが、突如危篤となって3月1日深夜に目白の学習院の病室で死去。16歳没。葬儀は寛永寺で執り行われ、学習院は同情を寄せて300人の学生全員を参列させた。また、陸軍省は軍楽隊を派遣して弔意を示した。墓所は寛永寺真如院、長保寺和歌山藩主徳川家墓所。戒名は蒼空院殿。同年10月には追悼文集『葵廼雫』が刊行された。

## 家族
- 父：徳川頼倫
- 母：徳川久子（徳川茂承の長女）
  - 兄：徳川頼貞
  - 兄：徳川宣方